# Histerična zaraza
U socijalnoj psihologiji, histerična zaraza nastaje kada ljudi u grupi pokazuju znake fizičkog problema ili bolesti, dok u stvarnosti deluju psihološke i društvene sile.
Histerična zaraza je jak oblik društvene zaraze; simptomi mogu uključivati one koji su povezani sa kliničkom histerijom.
Frida L. Gelen je 1977. godine ponudila revidiranu teoriju histerične zaraze koja tvrdi da je zapravo zarazno verovanje da će pokazivanje određenih karakteristika „dati pravo na sekundarne prednosti od uloge bolesne osobe“. To može biti nesvesna odluka pojedinca. Veruje se da je ovaj pristup Gelenove konzistentniji sa postojećim znanjem o procesu zaraze i teorijskim pristupima kolektivnom ponašanju.